# Coventry City Football Club 2014-2015
Questa voce raccoglie le informazioni riguardanti il Coventry City Football Club nelle competizioni ufficiali della stagione 2014-2015.

## Maglie e sponsor
| Casa | Trasferta |

## Rosa
| N. |                             | Ruolo | Calciatore        |
| -- | --------------------------- | ----- | ----------------- |
| 1  | Inghilterra (bandiera)      | P     | Lee Burge         |
| 2  | Inghilterra (bandiera)      | D     | Jordan Willis     |
| 3  | Inghilterra (bandiera)      | C     | Danny Pugh        |
| 4  | Scozia (bandiera)           | D     | Andy Webster      |
| 5  | Inghilterra (bandiera)      | D     | Reda Johnson      |
| 6  | Inghilterra (bandiera)      | C     | Conor Thomas      |
| 7  | Scozia (bandiera)           | C     | John Fleck        |
| 9  | Irlanda del Nord (bandiera) | C     | Josh McQuoid      |
| 10 | Scozia (bandiera)           | C     | Danny Swanson     |
| 11 | Scozia (bandiera)           | C     | James O'Brien     |
| 12 | Canada (bandiera)           | A     | Simeon Jackson    |
| 14 | Francia (bandiera)          | C     | Mohamed Coulibaly |
| 15 | Inghilterra (bandiera)      | A     | Shaun Miller      |
| 17 | Inghilterra (bandiera)      | C     | Billy Daniels     |

| N. |                        | Ruolo | Calciatore           |
| -- | ---------------------- | ----- | -------------------- |
| 18 | Inghilterra (bandiera) | D     | Aaron Phillips       |
| 19 | Inghilterra (bandiera) | A     | Franck Nouble        |
| 20 | Inghilterra (bandiera) | A     | Marcus Tudgay        |
| 23 | Inghilterra (bandiera) | P     | Ryan Allsop          |
| 24 | Inghilterra (bandiera) | D     | Jordan Clarke        |
| 25 | Inghilterra (bandiera) | D     | Seb Hines            |
| 26 | Inghilterra (bandiera) | D     | Ryan Haynes          |
| 30 | Inghilterra (bandiera) | C     | Louis Garner         |
| 26 | Inghilterra (bandiera) | D     | Ryan Haynes          |
| 27 | Inghilterra (bandiera) | C     | Jack Finch           |
| 28 | Inghilterra (bandiera) | C     | Ivor Lawton          |
| 36 | Inghilterra (bandiera) | D     | James Maddison       |
| 39 | Francia (bandiera)     | A     | Marc-Antoine Fortuné |

## Risultati

### Football League One
| Arbitro: | Stroud |

|            |           |  |
| Nouble 10’ | Marcatori |  |

| Arbitro: | Robinson |

|  |           |                              |
|  | Marcatori | 62’ Clarke 67’ (rig.) Garner |

| Arbitro: | Salisbury |

|                         |           |                        |
| McQuoid 14’ Jackson 27’ | Marcatori | 33’ Edwards 37’ McLeod |

| Arbitro: | Simpson |

|                          |           |                  |
| Cuthbert 54’ Simpson 70’ | Marcatori | 35’, 90’ O'Brien |

| Arbitro: | Bull |

|  |           |              |
|  | Marcatori | 72’ Thompson |

| Arbitro: | Heywood |

|  |           |                          |
|  | Marcatori | 57’ Johnson 90+5’ Madine |

| Arbitro: | Linington |

|                                                 |           |                   |
| Marquis 82’ McDonald 88’ (rig.) McGlashan 90+4’ | Marcatori | 35’ (rig.) Madine |

| Arbitro: | Brown |

|            |           |  |
| Davies 21’ | Marcatori |  |

| Arbitro: | Russell |

|                        |           |                                    |
| O'Brien 4’ Odelusi 70’ | Marcatori | 40’ Pope 45’ Marshall 76’ O'Connor |

| Arbitro: | Bond |

|  |           |            |
|  | Marcatori | 78’ Wright |

| Arbitro: | Martin |

|           |           |                           |
| Pogba 49’ | Marcatori | 73’ Tudgay 90+1’ Maddison |

### Football League Cup
| Arbitro: | Simon Hooper |

|            |           |                                  |
| Miller 83’ | Marcatori | 4’ Burgstaller 81’ (aut.) Haynes |